# Йоанис Скандалидис
Йоанис Скандалидис (на гръцки: Ιωάννης Σκανδαλίδης) е гръцки революционер, участник в Гръцката война за независимост.

## Биография
Йоанис Скандалидис е роден в Солун, Османската империя, в 1775 година. При избухването на Гръцкото въстание в 1821 година става член на Ареопага и се подписва като Йоанис Скандалидис Македонец (Ιωάννης Σκανδαλίδης Μακεδών). Представител е в Първото национално събрание в Епидавър в 1821 година, на което е секретар, а по-късно е секретар на представителната му част. През август 1821 година участва в събранието във Витина на привържениците на Александрос Маврокордатос.